# Баварський крем

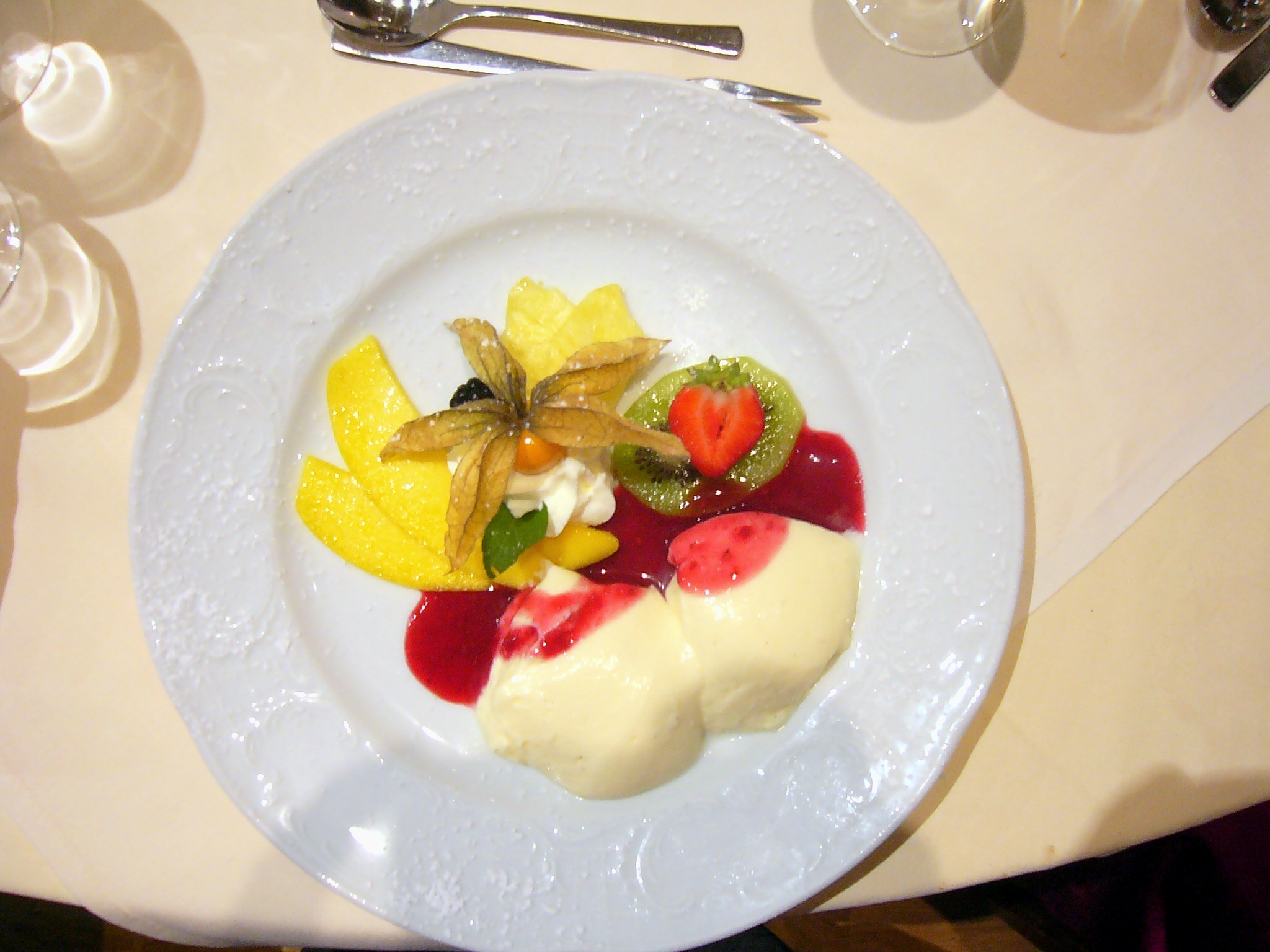
Баварський крем

Баварський крем — десерт, що нагадує кастард, але з використанням желатину або риб'ячого клею замість борошна та кукурудзяного крохмалю, часто приправлений лікером.
Баварський крем входив в список страв, які готуються відомим кухарем Марі Антуаном Каремом, якого іноді називають творцем страви. Вперше страва з'явилася в Баварії як частина високої кухні. В кінці XIX століття набуло поширення в Америці.
Баварський крем часто подають разом з фруктовим соусом, малиновим або абрикосовим пюре, збитими вершками, також його часто використовують як начинку для пончиків.